# Vladimír Kinier
Vladimír Kinier (Žilina, 6 aprile 1958) è un ex calciatore cecoslovacco naturalizzato slovacco dal 1993, di ruolo difensore.